# Seleção Norte-Vietnamita de Futebol
A Seleção Norte-Vietnamita de Futebol representou a República Democrática do Vietnã (comumente conhecido como Vietnã do Norte) no nível de seleções nacionais. Era dirigida pela Federação de Futebol do Vietnã do Norte.
Após a divisão do Vietnã em 1954, o Vietnã do Norte e o Vietnã do Sul estabeleceram seleções nacionais de futebol separadas. Enquanto a Seleção Sul-Vietnamita participou das eliminatórias da Copa do Mundo e da Copa da Ásia, a Seleção Norte-Vietnamita não fazia parte da FIFA nem da Confederação Asiática de Futebol (em grande parte devido ao isolamento político e à sua falta de reconhecimento diplomático por parte de muitos outros estados) e jogou principalmente contra outras equipes de futebol de países comunistas.
A seleção deixou de existir em 1976, quando o Vietnã do Norte e o Vietnã do Sul se tornaram um único país e deram origem à atual Seleção Vietnamita de Futebol.

## Copa do Mundo
- 1930 a 1974: Não entrou

## Copa da Ásia
- 1956 a 1976: Não entrou